# 翁占秋
翁占秋（1900年9月19日—1945年12月20日），字翁联桂，出生於福建省龙岩市。
翁先生是众所周知的水墨画和色彩画花（尤其是菊花）、山水、动物、人、静物和中国书法。
他被视为一个研究的学者和艺术家的前几批巴黎和谁结合中国传统和西方艺术技巧的一些艺术家之一。
在中国抗日战争期间，他在中国和东南亚展出他的画作。作为一个爱国者，所有这些展品的收益分别给予战争的救援工作并帮助无数中国平民受害者。

## 生平
在年轻的时候，翁先生学会了中国传统绘画和中国书法，也擅长在其他学科的学业。
先祖曾是宋朝高官可谓系出名门；十九岁时，就已经考取政府奖学金远赴法国巴黎深造。在巴黎公证大学（École de Notariat de Paris）攻读法律、法国文学和政治学的翁占秋，在课余时间则不断吸取西方的绘画艺术精髓，积极磨炼自己的作画天赋和热忱。他随后取得巴黎大学 (Faculté de Droit,, University of Paris). 法学院的文学硕士学位, 并还报名参加了博士课程.前往巴黎国立高级美术学校钻研的日子，更是翁占秋全面琢磨其绘画技巧的求知岁月。
由于是在绘画和法语的专家，翁先生成为中国学生的良师益友在巴黎当时。其中一名学生是徐悲鸿先生谁后来成了好朋友。
透彻融汇东西方作画技巧于一身的翁占秋，在法国留学时就已经绽露画家的光芒；他在1927年回到中国时，更以中国历史上极少数出身于法国美术专科学院之科班高材生的名气和实力备受敬重。
回国后的翁占秋投身服务南京國民政府，肩负多项重要职责；他也曾经出任行政院秘书长多年。翁先生成为国立中央大学(南京大学)教授，又身兼《南京早报》的编辑。
尽管职务繁多，翁占秋先生依然醉心于绘制和展览艺术画作；他的作品也以人物、风景、大自然和静物四大类别闻名于美术界。
在南京的任期间，翁占秋先生开始了其著名画册 “百菊图” 的创作， 透过色彩和中西合璧的绘画造诣， 逼真体现了中山陵 (现代中国之父孙中山先生之陵墓) 满目琳琅的菊花生态。「百菊图」汇聚的每一幅菊花谱，都有翁先生身边闻人好友的题词或诗作。
中国抗日战争爆发后, 翁先生举办画展的唯一目的，就是支援祖国抗御外敌的入侵，并且协助数千万逃离国家的中国难民。他高亢的爱国志和慷慨的慈悲心，深受众人认同和赏识。
翁占秋先生后来基于健康欠佳的理由，辞掉了官方的职务，全心全意把时间和精神投注在作画和展览。
然而，在中国被日军鲸吞蚕食、攻城掠地的那段岁月，翁先生携带大部份的作品，尽量在其它日军魔爪未侵略的国土筹办画展，以募集义款赈济抗日时代无数受害的百姓。
屋漏偏逢连夜雨，第二次世界大战轰然于中国的抗日烽火岁月中爆发；在日军趁势逐步占领东南亚多个地区的当儿，更多的中国民众也被逼逃离水深火热战区求生。
在祖国的土地以外，翁占秋先生曾经于香港、新加坡 

和马来西亚行画展，以筹募经费救济全球饱受祖国内战迫害的中国同胞。
他所有的展览是完全在中国的战争赈灾基金援助。
在他的展览在马来西亚怡保市，殿下苏丹霹雳州买他的画之一。
他的一些作品也捐赠给位于霹雳州的一些寺庙，包括著名的“三宝洞” 
和“南天洞”
翁先生是创造性的结合东方和西方的绘画技法。他的风格范围从现实主义和重视细节表达自由泳。
继续在海外筹募抗战经费 的翁占秋先生。
不幸于1945年12月20日在马来西亚的怡保市辞世。中国福建省龙岩市官方最新发布的纪事，翁占秋先生已被列为成就卓越、的名人之一。

## 百菊图

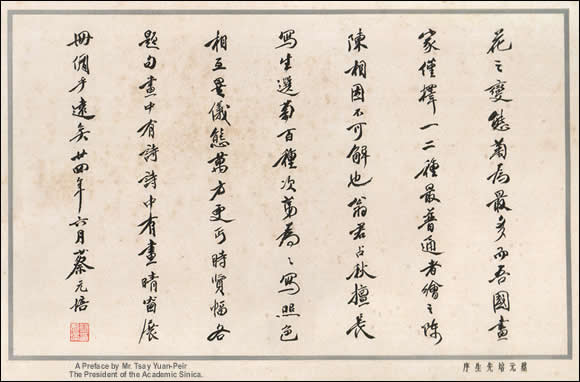
前言写蔡元培的“百菊图”

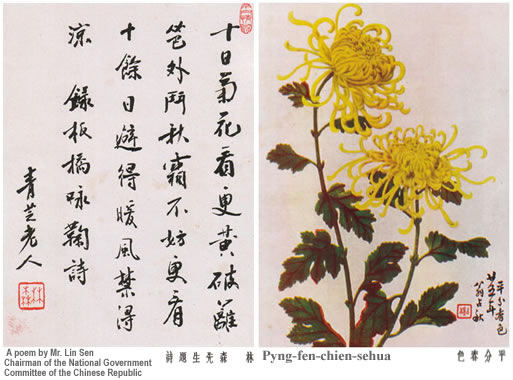
从“百菊图”的页面，其中包含由林森写了一首诗

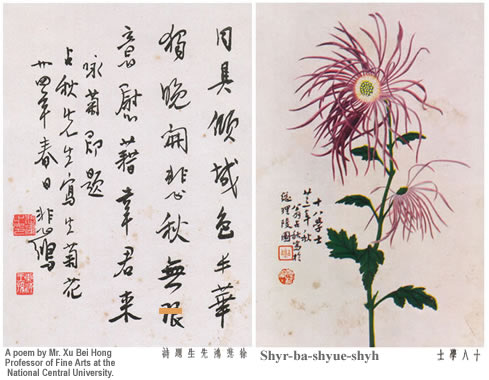
从 “菊花画书” 由徐悲鸿的一首诗 徐悲鴻, 国立中央大学美术系教授

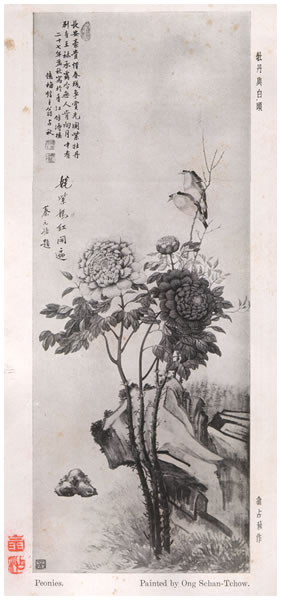
殿下苏丹霹雳州买下这幅画名为“牡丹”买了这幅画 “牡丹”

这本「百菊图」书的菊花是翁先生不朽的作品之一。这本书包含画作，每幅画并排连接到书法名人写了一首诗，评论或菊花。
菊花是中国文化的特殊，因为它是第一个在中国培养, 和在中国古典文学中及文化中，梅、蘭、竹、菊合稱四君子。翁先生的朋友，有些人在“百菊图”中写道包括：
- 林森，中華民國國民政府主席。
- 蔡元培，中央研究院院長。
- 叶恭绰，交通部长。
- 居正，司法院院長。
- 徐悲鸿，画家、国立中央大学艺术系教授。
- 高剑父，画家、岭南画派 [11]。
- 陈树人，画家, 岭南画派 [12]。
- 于右任，監察院院長。
- 郁达夫，中國近代小說家、詩人。
- 王雲五，商務印書館总编辑。
- 汪精卫。
- 刘海粟，画家、书法家。
- 经亨颐，任国民政府常委。
- 涂思宗，营长。
- 邵元冲，立法院副院長。
- 郑洪年，国立暨南大学校长。
- 程潜，總參謀長。
- 柏文蔚，政府常委。

## 画作

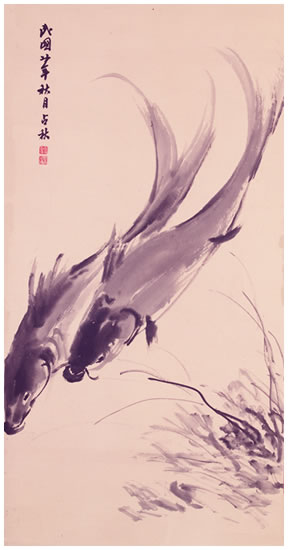
鱼游泳
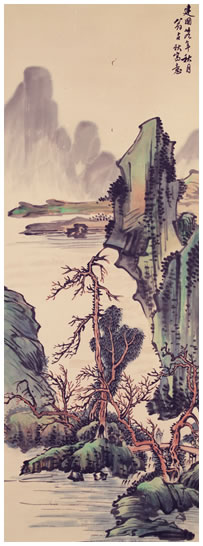
美丽山峰
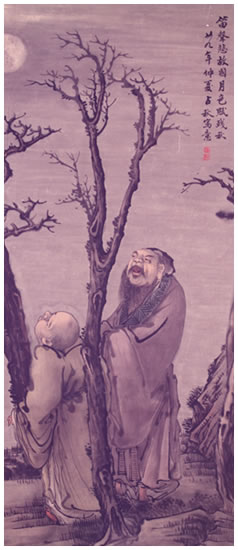
苏东坡与学生
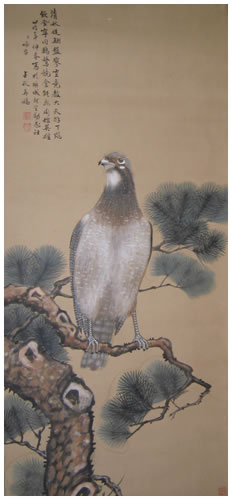
猎鹰
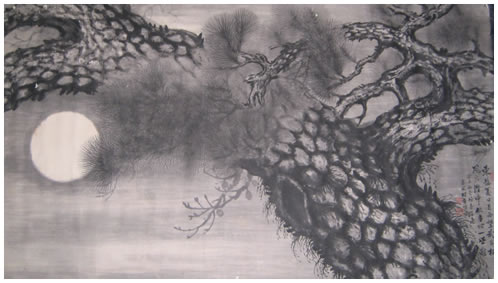
松树
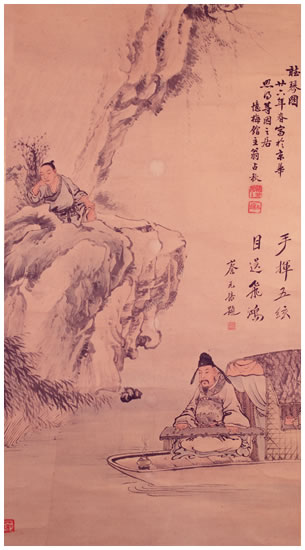
“升值”和蔡元培的意见
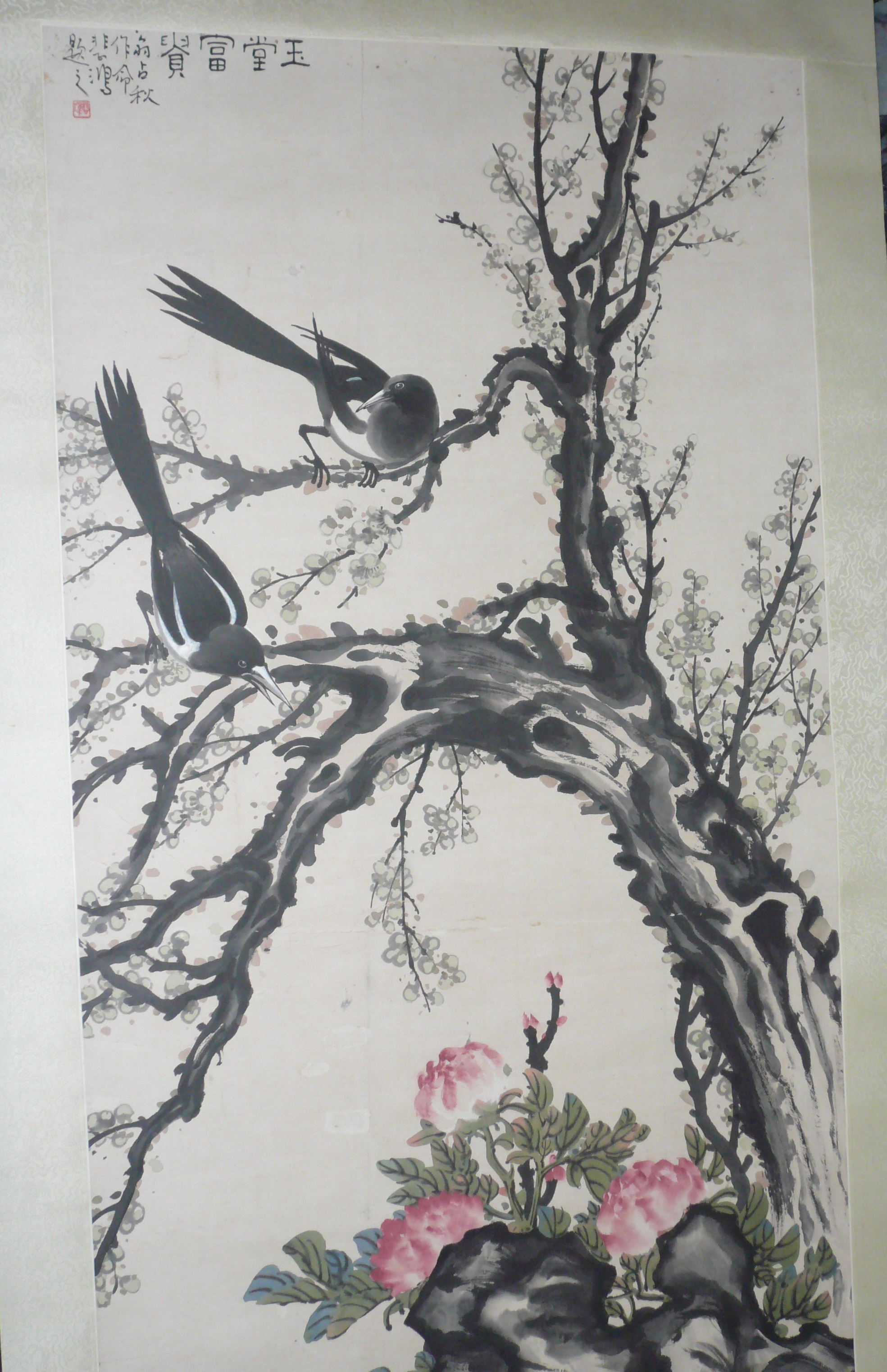
“乌鸦，梅花树和牡丹”- 徐悲鸿先生亲笔签名的这幅画。这件艺术品 是由他的良师益友 翁占秋教授 画的

## 外部連結
- 翁占秋的信息和官方网站 （页面存档备份，存于）
- 翁占秋画作 （页面存档备份，存于）
- 百菊图画作 （页面存档备份，存于）
- 文章和展览 （页面存档备份，存于）